# Karl Felix Halm
Karl Felix Halm (født 5. april 1809, død 5. oktober 1882) var en tysk klassisk filolog og kritiker.

## Liv
Karl Halm blev født i München. Efter at have haft stillinger i Speyer og Hadamar blev han i 1849 rektor for det nyligt oprettede Maximiliansgymnasium i München, og i 1856] leder af det kongelige bibliotek og professor ved Münchens universitet. Disse stillinger beklædte han til sin død.

## Værker
Halm er primært kendt som udgiver af Cicero og andre latinske prosaforfattere, skønt han i sin tidlige karriere rettede en væsentlig del af sin opmærksomhed mod græsk. Efter J. C. Orellis død slog han sig sammen med J. G. Baiter for at forberede en revideret kritisk udgave af Ciceros retoriske og filosofiske skrifter (1854-1862). Hans skoleudgaver af nogle af Ciceros taler i Haupt- og Sauppe-serien med noter og introduktioner nød stor succes. Han udgav også en række klassiske tekster i Teubner-serien hvoraf de vigtigste er Tacitus (4. udgave, 1883), Rhetores Latini minores (1863), Quintilian (1868), Sulpicius Severus (1866), Minucius Felix sammen med Firmicus Maternus De errore (1867), Salvianus (1877) og Victor Vitensis' Historia persecutionis Africanae provinciae (1878). Han var også en entusiastisk autografsamler.